# Кубок Мохаммеда V
Кубок Мохаммеда V — колишній міжнародний товариський футбольний турнір, що проходив у Марокко. Перший розіграш відбувся у 1962 році, одразу після смерті короля Марокко Мохаммеда V, на честь якого турнір і був названий.
Серед учасників і переможців кубка були найсильніші футбольні клуби планети, такі як «Реал Мадрид», «Барселона», «Баварія», «Атлетіко Мадрид», «Бока Хуніорс» і «Пеньяроль».
Найбільш успішно у Кубку Мухаммеда V виступали іспанські команди, які виграли 5 турнірів. Лідерство за кількістю перемог належить «Атлетіко Мадрид», який виграв 3 трофеї. Марокканський ФАР брав участь у турнірі найбільшу кількість разів — 8.

## Історія
Турнір був задуманий Ахмедом Аль-Нтіфі, тодішнім спортивним секретарем Марокко, який у 1960 році бачив футбольні турніри в Європі та любив конкурентоспроможність і рівень футболу, який там демонструвався, тому хотів організувати подібний турнір у Марокко, щоб допомогти підвищити рівень місцевого футболу.
Він представив свою ідею владі та зіткнувся з кількома перешкодами. Однак після того як Аль-Нтіфі представив ідею королю Марокко Хасану II як данину пам'яті його батька Мохаммеда V, який помер у 1961 році, король погодився та оплатив витрати на турнір.
Перший розіграш відбувся між 24 і 26 серпня 1962 року на Стадіоні Честі у Касабланці в 1962 році. У ньому брали участь «Реал Мадрид», «Реймс», ФАР Рабат та міланський «Інтернаціонале». Французький клуб став першим переможцем цього змагання після перемоги над «Міланом» у фіналі з рахунком 2:1.
У турнірах брали участь по 4 команди, які грали у півфіналах та фіналі. З 1962 по 1980 рік він проходив під назвою «Кубок Мохамеда V». Між 1981 і 1985 роками турнір не проводився, а у 1986, 1988 і 1989 роках він називався «Турнір Касабланки».
Востаннє турнір відбувся у 1989 році, а його переможцем став французький «Сошо».
Атлетіко де Мадрид є найуспішнішим клубом турніру, виграючи його тричі (1965, 1970 і 1980) . За всю історію цього змагання «Відад» є єдиним африканським, арабським і марокканським клубом, який ставав переможцем цього змагання. Європейські клуби з 12 перемогами є рекордсменами турніру, у той час як команди з Південної Америки здобули лише три трофеї, а ще один титул здобули представники Африки. Іспанець Амансіо став найкращим бомбардиром турніру з 6 голами .

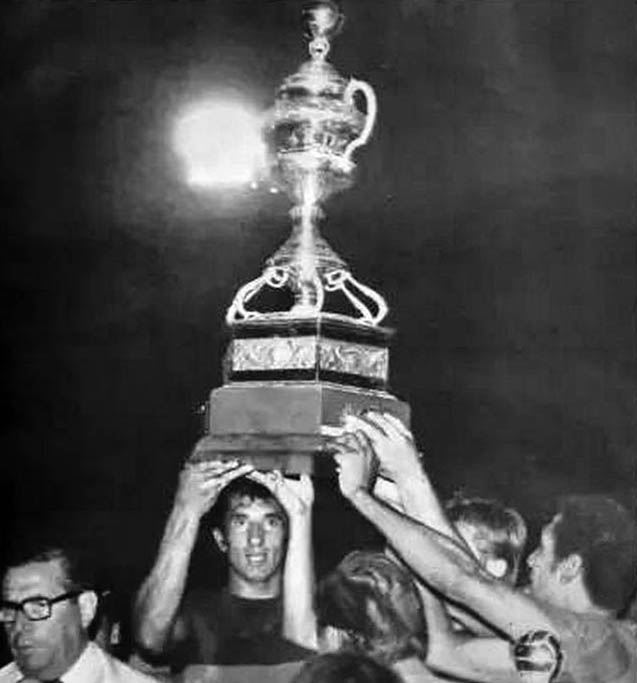
Бока Хуніорс, переможець турніру 1964 року
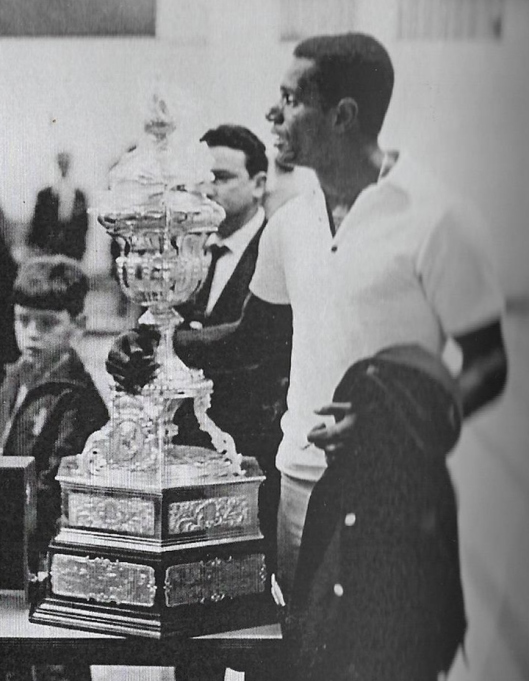
Фламенго, переможець турніру 1968 року
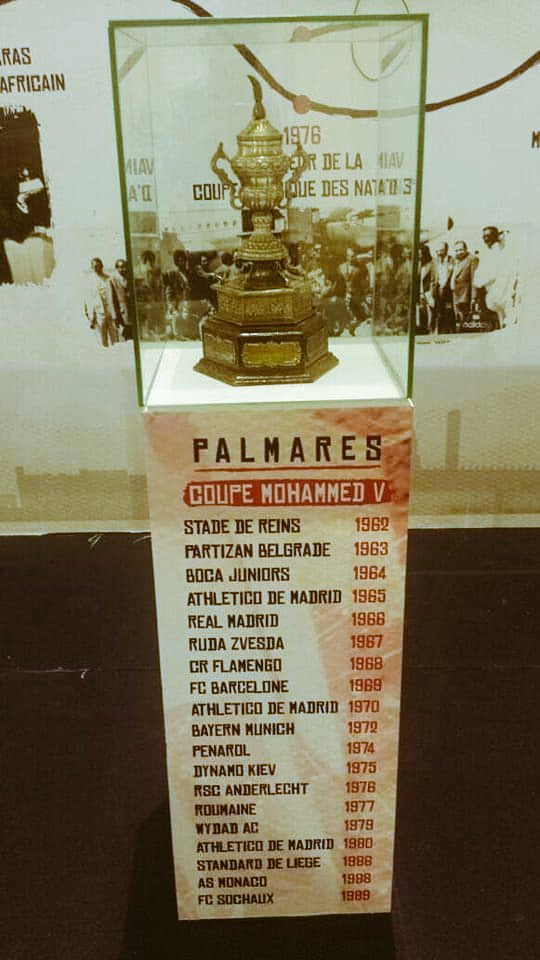
Список клубів-переможців

## Детальні результати
| Рік  | Переможець        | Фіналіст              | Рахунок        |
| ---- | ----------------- | --------------------- | -------------- |
| 1962 | Реймс             | Інтернаціонале        | 2–1            |
| 1963 | Партизан          | Реал Сарагоса         | 2–0            |
| 1964 | Бока Хуніорс      | Реал Мадрид           | 2–1            |
| 1965 | Атлетіко (Мадрид) | Партизан              | 5–0            |
| 1966 | Реал Мадрид       | Бока Хуніорс          | 1–1 (пен. 4–2) |
| 1967 | ЦСКА (Софія)      | ФАР (Рабат)           | 1–0            |
| 1968 | Фламенгу          | Расінг (Авельянеда)   | 3–2            |
| 1969 | Барселона         | Баварія (Мюнхен)      | 2–2 (пен. 4–3) |
| 1970 | Атлетіко (Мадрид) | ФАР (Рабат)           | 4–1            |
| 1972 | Баварія (Мюнхен)  | Партизан              | 3–2            |
| 1974 | Пеньяроль         | Рух (Хожув)           | 1–0            |
| 1975 | Динамо (Київ)     | Уйпешт                | 3–2            |
| 1976 | Андерлехт         | Ніцца                 | 2–1            |
| 1977 | Румунія           | Чехословаччина        | 3–1            |
| 1979 | Відад             | Канон Яунде           | 1–1 (пен. 5–4) |
| 1980 | Атлетіко (Мадрид) | Інтернасьйонал        | 1–1 (пен. 5–4) |
| 1986 | Стандард (Льєж)   | Греміо (Порту-Алегрі) | 2–0            |
| 1988 | Монако            | Хассанія              | 1–0            |
| 1989 | Сошо              | Олімпік (Касабланка)  | 0–0 (пен. 4–3) |